# János Fonovich
János Fonovich (* 20. November 1715 in Alsó-László; † 15. Dezember 1806 ebenda) war ein ungarischer Lehrer und Jesuit.
Seine Eltern sind Georgius und Dorothea Funovicz. Er hatte zumindest vier Geschwister (Catharina 1699, Paulus 1705, Ursula 1707 und Rosina 1714). Sein Großvater war Joannes Funovich.

## Leben
Mit 19 Jahren trat Fonovichs dem Jesuitenorden bei und studierte in Sopron Philosophie und Theologie.
Als Jesuit lehrte Fonovich insgesamt 12 Jahre in Kolozsvár, Buda, Győr (war 1754 auch Direktor des Gymnasiums), Nagyszombat und Kassá. Anschließend war Fonovich Abt vom Ordenshaus in Károlyvàros, Seelsorger und Direktor an einer höheren Schule in Buda und Seelsorger in Eger.
Nach der Auflösung des Jesuitenordens 1773 zog sich Fonovich nach Hédervár zur Familie des Grafen Viczay zurück und hat dort wissenschaftlich (das Archiv umfasste über 15.000 Bände, eine Münz- und Gemäldesammlung sowie Kunstgegenstände) gearbeitet. Wahrscheinlich altersbedingt ging Fonovich 1788 in seinen Geburts- und Heimatort Alsó-László zurück und wirkte dort als Priester. Wie den kirchlichen Dokumenten zu entnehmen ist, hat er dabei als „Pater Joannes Saij Ex-Jesuita“ vor allem viel getauft (erste dokumentierte Taufen im Januar 1789).

## Werk
- Hungaria fida Austriae (Die Treue der Ungarn zu Österreich), Tyrnaviae, 1743